# 체이서 (프로게이머)
체이서(본명: 이상현, 1995년 8월 1일 ~ )는 대한민국의 전직 리그 오브 레전드 프로게이머이다. 현역 시절 아이디는 Chaser였으며 포지션은 정글이었다. 과거 RealFoxy라는 아이디를 사용했다.

## 선수 시절
2013년 10월, 진에어 그린윙스 스텔스에 입단하면서 프로 커리어를 시작했다. 2014년 2월, 형제팀인 팰컨스로 자리를 옮겼다. 2014년 5월, 다시 스텔스로 자리를 옮겼다. 스텔스 합류 후 아이디를 Chaser로 변경했다. 2015시즌을 앞두고 진에어 그린윙스의 통합팀에 합류했다. 스프링 시즌 팀의 주전 정글러로 활동하면서 좋은 모습을 보여주었다. 서머 시즌에서도 활약을 이어나갔으며 팀의 에이스로 활동했다. 서머 시즌 챌린저스 리그 2 우승에 기여했다.
2016시즌을 앞두고 롱주 게이밍에 입단했다. 스프링 시즌 초반 주전 정글러로 낙점 받았지만 좋지 못한 모습을 보여주면서 크래시와 주전 경쟁을 하였다. 서머 시즌에서도 좋지 못한 모습을 계속 보여주었다.
2017시즌을 앞두고 팀 디그니타스에 입단했다. 스프링 시즌 초반 좋지 못한 폼을 이어나갔으나 점차 폼을 회복하는 모습을 보여주었다. 서머 시즌에서는 좋지 못한 모습을 보여주었다.
2018시즌을 앞두고 1907 페네르바흐체 e스포츠에 입단했다. 스프링 시즌 좋지 못한 모습을 보여주었다.
2018년 5월, 레드 카니즈에 입단했다. 윈터 시즌 동안 주전 정글러로 활동했지만 팀의 강등을 막지는 못했다.

## 소속팀
| # | 팀명                      | 소속 기간             | 소속 리그 | 비고 |
| - | ------------------------- | --------------------- | --------- | ---- |
| 1 | 진에어 그린윙스 스텔스    | 2013.10~2015.11.30    | LCK       |      |
| 2 | 롱주 게이밍               | 2015.12.05~2016.12.01 | LCK       |      |
| 3 | 팀 디그니타스             | 2016.12.16~2017.07.16 | LCS       |      |
| 4 | 1907 페네르바흐체 e스포츠 | 2017.12.05~2018.05.09 | TCL       |      |
| 5 | 레드 카니즈               | 2018.05.18~2018.10.07 | CBLOL     |      |

## 수상 내역
- 리그 오브 레전드 챌린저스 코리아 서머 2015 리그 2 우승
- IEM 시즌 11 오클랜드 4강